# Automeris rubrescens
Espèce
Automeris rubrescens est une espèce de papillon de la famille des Saturniidae.